# Hugo Rahner
Hugo Karl Erich Rahner SJ (* 3. Mai 1900 in Pfullendorf; † 21. Dezember 1968 in München) war ein deutscher Jesuit, Theologe und Historiker. Er gilt als Vertreter einer kerygmatischen Theologie.

## Familie
Rahner wuchs in einem traditionell katholischen Elternhaus in Emmendingen auf; 1908 zog die Familie nach Freiburg im Breisgau. Er war das dritte von sieben Kindern aus der Ehe von Karl Rahner (1868–1934), Lehrerseminar- und Gymnasialprofessor für Deutsch, Geschichte und Französisch, und seiner Frau Luise, geb. Trescher (1875–1976). Hugo ist der Bruder von Elisabeth Rahner, verheiratete Cremer, und Karl Rahner SJ.

## Leben
Nach einem halbjährigen Militärdienst in der Freiburger Karlskaserne am Ende des Ersten Weltkrieges, unmittelbar nach dem Abitur 1918 am Realgymnasium Freiburg im Breisgau, trat Rahner am 11. Januar 1919 in die Gesellschaft Jesu, den Jesuitenorden, ein. Nach seinen philosophischen Studien in der Ordenshochschule in Valkenburg aan de Geul war er von 1923 bis 1926 Präfekt und Erzieher am Jesuitengymnasium „Stella Matutina“ Feldkirch. Von 1926 bis 1931 studierte er Philosophie und Katholische Theologie an der Universität Innsbruck. 1929 empfing er in Pullach bei München die Priesterweihe durch den Münchner Erzbischof Michael Kardinal von Faulhaber. Nach seinem patristischen Doktorat zum Dr. theol. in Innsbruck (1931) studierte er von 1931 bis 1934 Geschichte an der Rheinischen Friedrich-Wilhelms-Universität Bonn, u. a. bei Franz Joseph Dölger, Wilhelm Levison und Wilhelm Neuß. 1934 wurde Rahner in Bonn über „Die gefälschten Papstbriefe aus dem Nachlaß von Jerome Vignier“  zum Dr. phil. promoviert. 1935 habilitierte er sich in Innsbruck für die Fächer Alte Kirchengeschichte und Patrologie.
Ab 1935 dozierte er an der Universität Innsbruck. Am 12. März 1936 wurde er zum Vizerektor der Innsbrucker Jesuitenkommunität gewählt. 1937 wurde Rahner Ordentlicher Professor für Kirchen- und Dogmengeschichte und Patrologie an der Innsbrucker Universität. Die Aufhebung der Fakultät durch die  Nationalsozialisten und der Zweite Weltkrieg erzwangen die Verlegung der Innsbrucker Jesuiten und des internationalen Priesterseminars Canisianum nach Sion (Sitten), Schweiz, wo er von 1938 bis 1945 an der Päpstlichen Theologischen Fakultät dozierte. Von 1940 bis 1946 hielt er religionsgeschichtliche Vorträge beim Eranos-Verein in Locarno, wo er auch C. G. Jung, Mircea Eliade und Rudolf Otto kennenlernte.
Nach Wiedererrichtung der Fakultät in Innsbruck (1945) war Rahner zuerst Dekan der theologischen Fakultät (1945/46) und schließlich Rektor der Gesamtuniversität (1949/50). 1952/53 wurde er erneut Dekan der theologischen Fakultät. Von 1950 bis 1956 wirkte er als Rektor des Kollegs Canisianum. 1957 ist er Vertreter der österreichischen Ordensprovinz bei der 30. Generalkongregation.
Ein Schlaganfall 1962 und eine schwere Krankheit (Morbus Parkinson) erzwangen 1963 seine vorzeitige Pensionierung. Er lebte ab 1966 in München und wurde auf dem Friedhof des Berchmanskollegs in Pullach beigesetzt.
Er hat zahlreiche Beiträge zur Patrologie, zur Ignatiusforschung und zur geistigen Situation der Gegenwart veröffentlicht. Zu seinem 60. Geburtstag wurde ihm die Festschrift Sentire Ecclesiam mit 720 Angaben zu der Bibliographie seiner gedruckten Werke gewidmet.

## Wirken
Zusammen mit zeitgenössischen Theologen (unter anderem seinem Bruder Karl Rahner) arbeitete er für eine Theologie, die sich ganz in den Dienst der Verkündigung stellt. Die diesbezüglichen Grundgedanken legte er in seinem Werk Eine Theologie der Verkündigung (Freiburg 1939) vor. Seine kirchengeschichtlichen Studien untersuchten die Beziehung der Kirche zum abendländischen Humanismus und das Verhältnis von Kirche und Staat allgemein. Seine Untersuchungen über die Kirchenväter, deren Spiritualität und über Bedeutung von Mythos und Symbolik ihrer Schriften führten zu zahlreichen Büchern und Vorträgen. Seine Untersuchung über die christliche Deutung der griechischen Mythologie eröffnete einen neuen Blick auf die Entstehung der Kirche. Rahner hat großes Verdienst an der Wiederentdeckung kirchlicher Symbolik. Besondere Aufmerksamkeit widmete Rahner dem Gründer des Jesuitenordens Ignatius von Loyola, insbesondere in Ignatius von Loyola. Geistliche Briefe (Einsiedeln/Köln 1956), Ignatius von Loyola. Briefwechsel mit Frauen (Freiburg 1956) und Ignatius von Loyola als Mensch und Theologe (Freiburg 1964).

## Engagement in Studentenverbindungen
1937 wurde er Alter Herr der beiden Innsbrucker Unitas-Vereine Norica und Greifenstein, deren Ehrenseniorate er innehatte. Nach Zwangsauflösung 1938 stellte er den Verbindungen eine Bude im Jesuitenkolleg zur Verfügung. 1954 hielt er die Festrede bei der Wiederbegründungsfeier der Unitas-Greifenstein.
Er war zudem Ehrenmitglied der KÖHV Alpinia Innsbruck, AV Austria Innsbruck und KÖHV Leopoldina Innsbruck, jeweils im ÖCV.
Rahner setzte sich ebenso für die Wiederzulassung anderer Studentenverbindungen an der Universität Innsbruck ein, wie dem Corps Athesia Innsbruck.

## Auszeichnungen
- 1955: Großes Silbernes Ehrenzeichen für die Verdienste um die Republik Österreich
- 1958: Ehrenkette des Landes Tirol
- 1959: Österreichisches Ehrenzeichen für Wissenschaft und Kunst „Pro litteris et artibus“
- 1968: Ehrendoktorwürde zum Dr. jur. h. c. in Staatswissenschaften der Universität Innsbruck

## Werke
- Eine Theologie der Verkündigung, Freiburg 1939
- Abendländische Kirchenfreiheit, Einsiedeln/Köln 1943
- Mater Ecclesia – Lobpreis der Kirche aus dem ersten Jahrtausend, Einsiedeln/Köln 1944
- Mariens Himmelfahrt und das Priestertum, Innsbruck 1951
- Maria und die Kirche. Zehn Kapitel über das geistliche Leben, Innsbruck 1951
- Kirche und Staat im frühen Christentum, München 1951
- Der spielende Mensch, Einsiedeln 1952
- Die Märtyrerakten des zweiten Jahrhunderts, Freiburg 1953
- Symbole der Kirche, Salzburg 1954
- Die Kirche – Gottes Kraft in menschlicher Schwäche, Freiburg 1956
- Ignatius von Loyola. Geistliche Briefe, Einsiedeln/Köln 1956
- Ignatius von Loyola. Briefwechsel mit Frauen, Freiburg 1956
- Griechische Mythen in christlicher Deutung, Zürich 1957/Basel 1984
- Sinn der Geschichte – Persönlichkeit und Geschichte, Kevelaer 1959
- Himmelfahrt der Kirche, Freiburg 1961
- Ignatius von Loyola als Mensch und Theologe / Hugo Rahner. – Freiburg [u. a.]: Herder, 1964
- Abendland, Freiburg 1966